# Ankothrips vanykei
Ankothrips vanykei är en insektsart som beskrevs av Dudley Moulton 1929. Ankothrips vanykei ingår i släktet Ankothrips och familjen Melanthripidae. Inga underarter finns listade i Catalogue of Life.